# Euthalia civetta
Euthalia civetta är en fjärilsart som beskrevs av Hans Fruhstorfer 1913. Euthalia civetta ingår i släktet Euthalia och familjen praktfjärilar. Inga underarter finns listade i Catalogue of Life.